# Нейроекономіка
Нейроекономіка (англ. Neuroeconomics) — міждисциплінарний напрямок в науці на перетині предметів економічної теорії, нейробіології та психології.

## Сфери інтересів
Вона вивчає процес ухвалення рішень при виборі альтернативних варіантів, розподілу ризику та винагороди. Нейроекономіка використовує економічні моделі для вивчення мозку й досягнення нейробіології для створення економічних моделей.

## Методи нейроекономіки

### Базова модель
Відправною концепцією нейроекономіки послужила модель ухвалення найпростіших перцептивних рішень (Переведення погляду мавпи в сторону домінантного руху точок на екрані монітора), запропонована М. Шадленом і В. Ньюсамом.
Згідно з цією «дифузною моделлю» процес перцептивних рішень починається з нейронів-детекторів, що отримують інформацію («докази») про можливі альтернативи. Далі інформація поступає до нейронів-інтеграторів, які накопичують її в часі й, власне кажучи, ухвалюють рішення. Чим більше інформації інтегратор отримує від спеціалізованих детекторів, тим сильніше він активується, при цьому пригнічуючи за допомогою гальмівних синапсів активність нейронів-інтеграторів, що програмують альтернативне рішення. В цілому, активність системи інтеграторів відображає різність між доказами на користь кожної з альтернатив. Рішення ухвалюється тоді, коли рівень активності (частота розрядів) одного з нейронів-інтеграторів перевищує «поріг ухвалення рішень».
Перші нейроекономічні дослідження механізмів перцептивних рішень показали наявність подібних нейронів-інтеграторів в скроневих ділянках кори мозку мавп (LIP).

### Кодування суб'єктивної цінності рішення
Класична економічна теорія пропонує, що ухвалення рішення про вибір тої чи іншої альтернативи відбувається раціонально і залежить від рівня суб'єктивної цінності/корисності.
Теорія максимізації очікуваної корисності припускає, що кожен індивід прагне максимізувати вигоду, обираючи альтернативу з найбільшою очікуваною корисністю. Традиційно, на створення моделей ухвалення рішення накладається обмеження важкості виразити корисність в абсолютних одиницях. Нейроекономіка намагається подолати дане обмеження, констатуючи, що корисність (суб'єктивна цінність) може бути об'єктивно описана значенням усередненої активності спеціалізованих популяцій нейронів, в першу чергу, ряду областей дофамінергічної системи: прилежного ядра (nucleos accumbens) і орбітофронтальної кори. Більш того, нейроекономічні дослідження показали, що суб'єктивна цінність при виборі альтернатив кодуються нейронами прилежного ядра, а порівняння і інтеграція суб'єктивних цінностей відбувається в орбітофронтальній корі.
Результати нейроекономічних досліджень вплинули на виникнення нейромаркетингу — галузі нейроекономіки, сфокусованої на механізмах ухвалення рішень споживачами й вивчення впливу маркетингу.

### Роль емоцій в ухваленні рішень
Однією з ключових тем нейроекономіки є вивчення ролі емоцій у процесах ухвалення рішень.
Антуан Бешара та Антоніо Дамаціо дослідили пацієнтів з пошкодженими ділянками мозку (орбітофронтальної кори та мигдалини), залучених у формування емоційних реакцій.
Дослідження показали, що такі пацієнти, не дивлячись на відносно високий коефіцієнт інтелекту хибують на серйозні порушення ухвалення рішень. Більш того, дані дослідження показали, що усвідомлення кращої альтернативи не означає її ухвалення: пацієнти з порушенням емоцій, усвідомлюючи наявність оптимального рішення, обирали гірше рішення через відсутність емоційної реакції на власні попередні помилки. Нейроекономіка активно досліджує взаємодію емоційних та раціональних нейробіологічних механізмів ухвалення рішень в рамках теорії «Дуалізму ухвалення рішень». Так нейроекономічні дослідження часового дисконтування, самоконтролю, реакцій на несправедливість в «Грі в Ультиматум» і при рішенні моральних дилем показали, що в залежності від того, відносна активність лімбічних (островкова кора, прилежне ядро, цингулярна кора й інші) чи когнітивних (дорсолатеральна префронтальна кора й інші) ділянок мозку вище, рішення буде ухвалено емоційно або раціонально.
В цілому, раціонально система мозку дає можливість ухвалити оптимальне рішення, при умові наявності достатньої кількості часу, а емоційна система дозволяє ухвалювати швидші й зазвичай цілком адекватні рішення.

### Соціальна та економічна взаємодії
Одним з важливих завдань нейроекономіки є вивчення нейробіологічних основ соціальної та економічної взаємодії за допомогою т.н. стратегічних ігор, що моделюють соціальні взаємовідносини та способи ухвалення індивідуальних рішень при взаємодії двох та більше індивідів. серед найпопулярніших стратегічних ігор, які використовують в нейроекономіці, варто зазначити «Гру в Ультиматум», «Дилему полоненого», «Довіру», «Повторну дилему полоненого». В найпопулярнішій стратегічній грі «Дилема полоненого» поведінка партнерів може бути як некооперативною, коли партнер діє виключно у своїх інтересах, не зважаючи на результат, отриманий іншим партнером, так і кооперативним, коли один партнер враховує інтереси іншого, можливо, в збиток своїм інтересам. Нейробіологічні дослідження показали, що односторонні некооперативна поведінка партнера активує островкову кору гравця, а взаємна кооперативна поведінка активує орбітофронтальну кору і прилежне ядро. Більш того, рівень реакції прилежного ядра на кооперацію партнера передбачує подальшу кооперацію гравця в наступних раундах гри. В цілому, ухвалення рішення про кооперацію зумовлено активністю орбітофронтальної кори та прилежного ядра, ділянок, залучених в кодування суб'єктивної цінності поведінки.